# ヘルマン・シュタウディンガー
ヘルマン・シュタウディンガー（Hermann Staudinger, 1881年3月23日 - 1965年9月8日）はドイツの化学者。専門は有機化学および高分子化学。多岐にわたる高分子研究の業績により、1953年にノーベル化学賞を受賞した。

## 生涯
1881年3月23日、ラインラント＝プファルツ州ヴォルムスに生まれる。父のフランツ・シュタウディンガーはギムナジウムの哲学教授で、新カント派に属していた。ギムナジウムに進んだヘルマンは植物学に興味を持っていたが大学では化学を専攻し、1903年にハレ大学で学位を取得してストラスブール大学の助手となった。なお、ハレの他にミュンヘン大学、ダルムシュタット工科大学でも学んでいる。
1905年にジフェニルケテンやイソプレンの合成方法を発見し、1908年にカールスルーエ大学の学員外教授に就任した。1910年にBASFにてイソプレンの合成に成功。1912年、チューリッヒ工科大学の教授となる。当時のヘルマンは宗教的社会主義運動に参加しており、1917年には戦争に反対する立場から徴兵を拒否するためスイス国籍の取得を申請し、ドイツ総領事館に却下された。1919年にもスイスとの二重国籍を再び申請し、翌年スイスから許可が下りるもドイツ政府に拒否されている。ゴムに関する研究からヒントを得て1920年に高分子や重合といった概念を論文で提唱したが、当初は異端的な説とみなされていた。
1926年にハインリッヒ・ヴィーラントの後任としてフライブルク大学の教授となる。そして1930年には分子量と粘度の関係を示すシュタウディンガーの式を導出している。
1933年にはナチ党の権力掌握があり、フライブルク大学の学長にはナチ党に近いマルティン・ハイデッガーが就任した。かねてからシュタウディンガーの思想を好ましく思っていなかったハイデッガーは、シュタウディンガーをフライブルク警察に告発するとともに学内での調査も開始した。ゲシュタポは「シュテルンハイム作戦」の暗号名の元、極秘に調査を開始した。1934年1月にゲシュタポはシュタウディンガーの告発が可能であるという結論に達し、ハイデッガーも同様の報告書を提出した。2月17日にシュタウディンガーはバーデン州文部省によって喚問を受けた。バーデン州文部省はシュタウディンガーの解職を求める報告書を提出したが、ここにきて世界的名声を持つ彼の解職が、外国からの批判を受けるのではないかという認識が広まった。国務省はバーデン州文部省の訴えを却下し、州文部省はシュタウディンガーが辞職願を出すということでメンツを保とうとした。シュタウディンガーは不服ながらもこの辞職願にサインし、「辞職願は受理されたが、彼の行動が適切であれば発動しない」という状態での解決が行われた。1934年10月6日、正式に辞職願が却下され、シュタウディンガーは晴れて研究を続けることができるようになった。
しかしナチ党の圧迫はその後も続き、高分子化学研究所設立の請願はたびたび却下され、外国出張も制限・禁止された。1940年になってようやくフライブルク大学に高分子化学研究所設置が認められ、高分子の研究に注力した。高分子の研究において多岐にわたる業績により、1953年にノーベル化学賞を受賞した。1957年には夫人とともに来日し、昭和天皇と面会している。

## その他
有機合成化学において多くの役割を果たしたが、主要な業績は高分子の分野である。高分子化学の創始者といわれ、ウォーレス・カロザースにも影響を与えたとされる。
アジドとホスフィンからホスフィンイミドを得るシュタウディンガー反応は、最初の報告者の一人であるシュタウディンガーにその名をちなむ。